# Eerste nationale herenhandbal 2004/05
De eerste nationale 2004/05 is de hoogste divisie in het Belgische handbal.

## Teams
| Ploeg               | Plaats       | Provincie  | Trainers                        |
| ------------------- | ------------ | ---------- | ------------------------------- |
| Achilles Bocholt    | Bocholt      | Limburg    | Ryszard Wilanowski              |
| CSV Charleroi       | Charleroi    | Henegouwen | Eric Mulder                     |
| HC Eynatten         | Eynatten     | Luik       | Willy Kück                      |
| Initia HC Hasselt   | Hasselt      | Limburg    | Jos Schouterden                 |
| KV Sasja HC         | Hoboken      | Antwerpen  | Alex Jacobs                     |
| HC Maasmechelen '65 | Maasmechelen | Limburg    | Vlag van onbekend gebied        |
| Sporting Neerpelt   | Neerpelt     | Limburg    | Gerrit Stavast Philippe Spooren |
| HCE Tongeren        | Tongeren     | Limburg    | Pedrag Dosen                    |
| Union Beynoise      | Beyne-Heusay | Luik       | Vlag van onbekend gebied        |
| HC Visé BM          | Wezet        | Luik       | Vlag van onbekend gebied        |

## Reguliere competitie
| Pos | Club                | Wed | W  | G | V  | Ptn | DT  | DV  | +/−  | Opmerking                                        |
| --- | ------------------- | --- | -- | - | -- | --- | --- | --- | ---- | ------------------------------------------------ |
| 1   | HCE Tongeren        | 18  | 16 | 1 | 1  | 33  | 548 | 417 | 131  | Geplaatst voor play-offs                         |
| 2   | Sporting Neerpelt   | 18  | 15 | 1 | 2  | 31  | 537 | 420 | 117  | Geplaatst voor play-offs                         |
| 3   | Union Beynoise      | 18  | 12 | 0 | 6  | 24  | 586 | 509 | 77   | Geplaatst voor play-offs                         |
| 4   | KV Sasja HC         | 18  | 11 | 0 | 7  | 22  | 528 | 495 | 33   | Geplaatst voor play-offs                         |
| 5   | HC Eynatten         | 18  | 9  | 2 | 7  | 20  | 491 | 477 | 14   | Geplaatst voor play-offs                         |
| 6   | HC Visé BM          | 18  | 8  | 1 | 9  | 17  | 478 | 536 | -58  | Geplaatst voor play-offs                         |
| 7   | Initia HC Hasselt   | 18  | 5  | 3 | 10 | 13  | 514 | 513 | 1    | Geplaatst voor play-down                         |
| 8   | Achilles Bocholt    | 18  | 4  | 0 | 14 | 8   | 467 | 573 | -106 | Geplaatst voor play-down                         |
| 9   | HC Maasmechelen '65 | 18  | 3  | 1 | 14 | 7   | 487 | 558 | -71  | Geplaatst voor play-down                         |
| 10  | CSV Charleroi       | 18  | 2  | 1 | 15 | 5   | 406 | 544 | -138 | Rechtstreeks degradatie naar de tweede nationale |

## Nacompetitie

### Play-down
- HC Herstal/Ans als runner-up van de tweede nationale

| Pos | Club                | Wed | W | G | V | Ptn | DT  | DV  | +/− | Opmerking                           |
| --- | ------------------- | --- | - | - | - | --- | --- | --- | --- | ----------------------------------- |
| 1   | Initia HC Hasselt   | 5   | 4 | 0 | 1 | 9   | 171 | 143 | 28  |                                     |
| 2   | HC Herstal/Ans      | 5   | 2 | 1 | 2 | 5   | 144 | 165 | -21 | Promoveert naar de eerste nationale |
| 3   | HC Maasmechelen '65 | 6   | 3 | 0 | 3 | 6   | 209 | 177 | 32  | Degradeert naar de tweede nationale |
| 4   | Achilles Bocholt    | 6   | 1 | 1 | 4 | 4   | 155 | 194 | -39 | Degradeert naar de tweede nationale |

### Play-offs

#### Groep A
| Pos | Club           | Wed | W | G | V | Ptn | DV  | DT  | +/− | BP | Opmerking                       |
| --- | -------------- | --- | - | - | - | --- | --- | --- | --- | -- | ------------------------------- |
| 1   | HCE Tongeren   | 4   | 3 | 1 | 0 | 10  | 116 | 98  | 18  | +3 | Geplaatts voor de Best of Three |
| 2   | Union Beynoise | 4   | 2 | 1 | 1 | 7   | 120 | 111 | 9   | +2 |                                 |
| 3   | HC Visé BM     | 4   | 0 | 0 | 4 | 1   | 100 | 127 | -27 | +1 |                                 |

#### Groep B
| Pos | Club              | Ptn | Wed | W | G | V | DV  | DT  | +/− | BP | Opmerking                       |
| --- | ----------------- | --- | --- | - | - | - | --- | --- | --- | -- | ------------------------------- |
| 1   | Sporting Neerpelt | 11  | 4   | 4 | 0 | 0 | 119 | 106 | 13  | +3 | Geplaatst voor de Best of Three |
| 2   | KV Sasja HC       | 4   | 4   | 1 | 0 | 3 | 109 | 113 | -4  | +2 |                                 |
| 3   | HC Eynatten       | 3   | 4   | 1 | 0 | 3 | 100 | 109 | -9  | +1 |                                 |

### Rangschikking wedstrijden

##### 5e en 6e plaats
| HC Eynatten | 37 - 22 | HC Visé BM |

##### 3e en 4e plaats
| Union Beynoise | 32 - 34 | KV Sasja HC |

### Best of Three
|  | Sporting Neerpelt | 31 - 23 | HCE Tongeren | Dommelholf, Neerpelt |
|  |                   |         |              | Dommelholf, Neerpelt |
|  |                   |         |              | Dommelholf, Neerpelt |

|  | HCE Tongeren                | ? - ? | Sporting Neerpelt | KTA2, Tongeren |
|  | (Tongeren won de wedstrijd) |       |                   | KTA2, Tongeren |
|  |                             |       |                   | KTA2, Tongeren |

|  | HCE Tongeren | 22 - 20 | Sporting Neerpelt | KTA2, Tongeren |
|  |              |         |                   | KTA2, Tongeren |
|  |              |         |                   | KTA2, Tongeren |

|              |
| HCE TONGEREN |
| 2de titel    |